# Didymella quercus
Didymella quercus är en svampart som beskrevs av Oudem. 1903. Didymella quercus ingår i släktet Didymella, ordningen Pleosporales, klassen Dothideomycetes, divisionen sporsäcksvampar och riket svampar.   Inga underarter finns listade i Catalogue of Life.